# 야스민 무이자
야스민 무이자(보스니아어: Jasmin Mujdža, 1974년 3월 2일 ~ )는 보스니아 헤르체고비나의 전 축구 선수로 크로아티아 국적이며 전문 피트니스 코치로 활동하고 있다. K리그 등록명은 쟈스민이다.
성남 일화 천마에서 선수로 뛰었으며 크로아티아에서 보스니아 헤르체고비나로 국적을 변경하여 보스니아 헤르체고비나 축구 국가대표팀에서 A매치 15경기를 뛰었다. 선수 은퇴 후 피지컬 코치가 되어 2011년 강원 FC에서 활약하였다.
2016년부터는 FC 서울의 피지컬 코치로 활약중이다.
그의 동생 멘수르 무이자 역시 축구 선수로 보스니아 헤르체고비나 축구 국가대표팀 선수이다.